# Ramon Roig i Perles
Ramon Roig i Perles ⁣(Vilafranca del Penedès, 5 de març de 1867 - 18 de setembre de 1915), conegut també pel renom «Arengadetes», fou un músic i compositor vilafranquí. Destacà com a cornetista i per la composició de repertori per a gralla.

## Biografia
Ramon Roig neix el 5 de març de 1867, és el segon dels cinc fill de Ramon Roig i Font (1839-1910) i Maria Perles i Feliu (1839-1883), una família vilafranquina menestral. El seu pare era cadiraire i de jove combina la feina al negoci familiar amb l'activitat musical com a cornetí primer orquestra de Joan Camps.
La dècada dels noranta del segle xix es començà a consolidar la seva carrera com a cornetista. El 23 d'octubre de 1895 contragué matrimoni amb Maria Llaurador i Jordana (1875-1946) amb qui tingué cinc fills: en Ramon (1896), en Josep (1898), la Carme (1901), el Narcís (1903) i en Ricard (1905). A les acaballes del segle arribarà a un moment de plenitud de la seva carrera musical i es convertí en un concertista de cornetí reputat arreu del país.
Durant la primera dècada del segle xx es produïren diversos canvis professionals en la seva carrera després de la dissolució de l'orquestra de Joan Camps, arran de la seva mort. Entrarà a l'orquestra vilafranquina La Catalana com a cornetí solista i es llogarà per orquestres d'arreu del Principat, motiu pel qual es veurà obligat a viatjar constantment. El seu prestigi continuà creixent fins al punt de rebre ofertes d'anar a l'estranger, ofertes que acabà desestimant. Ramon Roig acabà morint de manera sobtada el 18 de setembre de 1915 amb 48 anys quan es trobava en plena maduresa artística.

## Obra
Per orquestra compongué peces de ball i de concert sobretot per cornetí solista entre les quals destaquen Las camelias (fantasia per cornetí), El delirio (fantasia per cornetí), Maria (fantasia per cornetí), Capricho flamenco, Sevillanas de cornetín o La huerta (fantasia per fiscorn). Va col·laborar amb compositors vilafranquins i catalans com Albert Cotó, Feliu Monné, Mateu Llaurador, Josep Vinyals, Joan Vilà i Ayats o Esteve Burés.
També va compondre peces per gralla, instrument amb què va entrar en contacte a través del seu pare que era graller i formava part dels Arengadetes, una colla de grallers vilafranquina. Es conserven trenta-tres peces per a gralla la majoria de les quals va ser encàrrecs escrits pels Basterons de Vila-rodona, una de les colles de grallers més notables del moment. Compongué ballables vuitcentistes com Constancia (americana), Desconsolada (americana), Delicia (americana), Dolores (americana), El recluta (pasdoble), La feria (pasdoble), El Curro (pasdoble), Frascuelo (pasdoble), La bailarina (polca), Esbelta (polca), Carmencita (polca), Mariquita (masurca), El baturro (vals), El jaleo (vals), El chalao (vals), Los montañeses (xotis) o Los hortelanos (xotis); i peces de concert com El barrio de Triana (fantasia obligada de gralla) o Aurora (fantasia obligada de concert).